# Colobothea androwi
Colobothea androwi es una especie de escarabajo longicornio del género Colobothea, categorizada en la tribu Colobotheini, de la subfamilia Lamiinae. Fue descrita por Vlasák & Santos-Silva en 2023.

## Descripción
Mide 13,2 mm de longitud.

## Distribución
Se distribuye por Ecuador.